# Ödhöfling

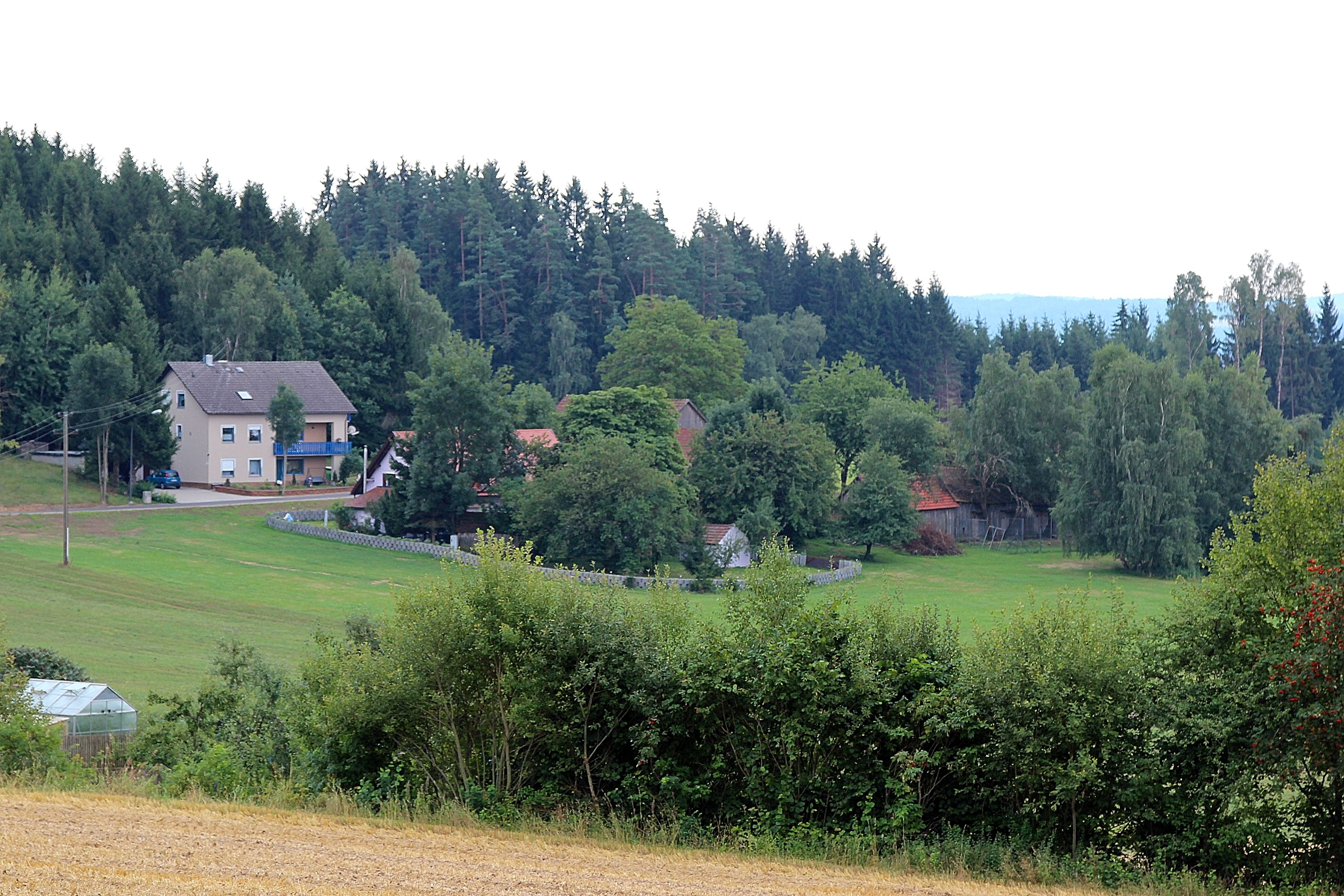
Ödhöfling (2013)

Ödhöfling ist ein Gemeindeteil der Gemeinde Niedermurach im Landkreis Schwandorf (Oberpfalz, Bayern).

## Geographische Lage
Die Einöde Ödhöfling liegt rund 500 Meter südlich der Staatsstraße 2156 etwa fünf Kilometer nordwestlich von Niedermurach am Nordhang des 558 m hohen Höflesberges.

## Geschichte
1877 wurde Ödhöfling von Niedermurach nach Teunz umgepfarrt.
Zum Stichtag 23. März 1913 (Osterfest) war Ödhöfling Teil der Pfarrei Teunz und hatte ein Haus und sechs Einwohner.
Rottendorf bildete 1969 zusammen mit Enzelsberg, Holmbrunn, Ödhöfling, Reichertsmühle, Schlotthof und Voggendorf die Gemeinde Rottendorf mit insgesamt 268 Einwohnern und 1167,25 ha Fläche.
Am 31. Dezember 1990 hatte Ödhöfling einen Einwohner und gehörte zur Pfarrei Teunz.